# Setina fumosa
Setina fumosa là một loài bướm đêm thuộc phân họ Arctiinae, họ Erebidae.